# ميكي ستيوارت
ميكي ستيوارت (بالإنجليزية: Micky Stewart)‏ (16 سبتمبر 1932 في المملكة المتحدة - ) هو لاعب كركيت ولاعب كرة قدم بريطاني في مركز جناح. شارك مع منتخب إنجلترا للكريكت. أما مع النوادي، فقد لعب مع تشارلتون أثلتيك ونادي ويمبلدون ونادي مقاطعة سري للكريكت ‏.

## وصلات خارجية
- ميكي ستيوارت على موقع إي آس بي آن كريك إنفو (الإنجليزية)